# Barış Hersek
Barış Hersek (Kırklareli, 26 de março de 1988) é um basquetebolista profissional turco que atualmente defende o Fethiye Belediyespor. O atleta que atua na posição Ala-pivô possui 2,07m de altura e pesa 104kg. 